# Wule
Wule (kinesiska: 武乐乡, 武乐) är en socken i Kina. Den ligger i den autonoma regionen Guangxi, i den södra delen av landet, omkring 150 kilometer öster om regionhuvudstaden Nanning. Antalet invånare är 29909. Befolkningen består av 14 324 kvinnor och 15 585 män. Barn under 15 år utgör 28,0 %, vuxna 15-64 år 64 %, och äldre över 65 år 7,0 %.
Genomsnittlig årsnederbörd är 2 190 millimeter. Den regnigaste månaden är juni, med i genomsnitt 361 mm nederbörd, och den torraste är oktober, med 42 mm nederbörd.